# The 11th Hour with Brian Williams
The 11th Hour with Brian Williams é um telejornal estadunidense por apresentado por Brian Williams na MSNBC, que estreou em 6 de setembro de 2016 como o principal noticiário noturno da rede.